# Aureliano Pertile
Aureliano Pertile (ur. 9 listopada 1885 w Montagnanie, zm. 11 stycznia 1952 w Mediolanie) – włoski śpiewak operowy, tenor.

## Życiorys
Jako dziecko był chórzystą katedry w Padwie. Studiował u Giacoma Oreficego i Gaetana Bavagnolego. Zadebiutował na scenie w 1911 roku w Vicenzy jako Lionel w Marcie Friedricha von Flotowa. W kolejnych latach występował w Palermo i Neapolu (1914), Rzymie (1915) i Mediolanie (1916), następnie wyjechał do Ameryki Południowej, gdzie śpiewał w Rio de Janeiro i Buenos Aires. W 1921 roku wystąpił w nowojorskiej Metropolitan Opera jako Cavaradossi w Tosce Giacoma Pucciniego. W 1922 roku na zaproszenie Artura Toscaniniego wystąpił jako Faust w Mefistofelesie Arriga Boita i odtąd do 1937 roku związany był z tym teatrem. Wystąpił w prapremierowych przedstawieniach Nerona Pietra Mascagniego (1935) i Sly Ermanna Wolfa-Ferrariego (1927). W latach 1927–1931 gościnnie występował w Covent Garden Theatre w Londynie. Od 1945 roku uczył śpiewu w konserwatorium w Mediolanie. W 1946 roku zakończył karierę śpiewaczą. Pozostawił po sobie liczne nagrania płytowe.